# Кабозеро
Кабозеро (устар. Каб-озеро) — озеро на территории Найстенъярвского сельского поселения Суоярвского района Республики Карелия.

## Общие сведения
Площадь озера — 2,1 км². Располагается на высоте 160,9 метров над уровнем моря.
Форма озера продолговатая: вытянуто с северо-запада на юго-восток. Берега озера изрезанные, каменисто-песчаные, местами заболоченные.
С севера озера вытекает ручей Кабозерский, втекающий в ручей Тетрозерко (который берёт начало из озера Тетрозеро), впадающий в озеро Нурмиозеро, через которое протекает река Ирста, впадающая в реку Тарасйоки.
Населённые пункты возле озера отсутствуют. Ближайший — посёлок Найстенъярви — расположен в 14 км к юго-западу от озера.
С севера от озера проходит лесовозная дорога.
Код объекта в государственном водном реестре — 01040100111102000016863.
В Российской империи озеро находилось в Петрозаводском уезде и как рудосодержащее подпадало под перечень казённых свободных земель «в коих частная горная промышленность, подчинённая действию высочайше утверждённых 2 июня 1887 года правил, вовсе не допускается».